# Pippa Middletonová
Philippa Charlotte „Pippa“ Matthews (* 6. září 1983 Reading, Berkshire) je mladší sestra Catherine, princezny z Walesu.

## Život
Philippa Charlotte Middletonová se narodila Michaelu Francisovi Middletonovi a jeho ženě Carol Elizabeth (rozené Goldsmithové). Má starší sestru – Catherine Elizabeth Middletonovou (ta se stala v roce 2011 vévodkyní z Cambridge, když se vdala za prince Williama, tehdejšího vévodu z Cambridge, v r. 2022 se pak stala princeznou z Walesu) a mladšího bratra Jamese Williama (* 1987).
Middletonovi nepatřili do britské aristokracie, otec Michael Francis pocházel ze střední třídy, matka Carol Elizabeth ze staré hornické rodiny z Harrison County. Oba manželé pracovali v oblasti civilního letectví, Carol Elizabeth byla letuška a Michael Francis dispečer letového provozu.
V roce 1987 založili Middletonovi zásilkovou společnost Party Pieces, která byla úspěšná na britském trhu a udělala z nich milionáře. Rodina se poté usadila v domě ve vesnici Bucklebury v Berkshire.
V roce 2011 byla Pippa svědkyní na svatbě své sestry. V červenci 2016 se zasnoubila a 20. května 2017 se vdala za britského miliardáře, manažera hedgeových fondů Jamese Matthewse. Svatba se konala v Englefieldu v hrabství Berkshire v kostele svatého Marka.
22. dubna 2018 bylo oznámeno, že je Pippa těhotná. 15. října se jí narodil syn Arthur Michael William Matthews. V prosinci roku 2020 vyšel článek, kde bylo psáno, že je Pippa podruhé těhotná. Tuto novinu potvrdila její matka Carole v jednom z rozhovorů. Dne 15. března se narodila manželům dcera a dostala jméno Grace Elizabeth Jane. Jejich třetí dítě, holčička, se jmenuje Rose Louise Victoria. Narodila se v červnu 2022.

## Charitativní aktivity
Pippa Middletonová se zúčastnila řady náročných sportovních akcí s cílem získat peníze na charitu. V červnu 2014 absolvovala cyklistický závod Race Across America, kdy týmy štafetovým způsobem překonají vzdálenost ze západního pobřeží Ameriky na východní. Předtím se zúčastnila triatlonové štafety v anglickém Blenheimu, Vasova běhu na 90 kilometrů ve Švédsku nebo duatlonového závodu Highland Cross na 80 kilometrů ve Skotsku. V srpnu 2014 po trati dlouhé 6,5 kilometru přeplavala úžinu Bospor.